# GLAY rare collectives vol.3 y vol.4
GLAY rare collectives vol. 3 y vol. 4 son dos álbumes conceptuales de la banda GLAY. Lanzados a la venta el 9 de marzo de 2011, siguen la línea de los anteriores rare collectives vol. 1 y vol. 2, con dos CD en cada álbum, cuentan con canciones ya conocidas como Minamigochi ～PEACEFUL SESSION～ y STARLESS NIGHT entre otras; canciones en vivo, canciones nuevas y todos los covers que han hecho hasta ahora como MOTHER NATURE'S SON de The Beatles y THE MEANING OF LIFE de The Offspring.

## Lista de canciones

### Volumen 3
Disco 1
1. そして、これからも (Soshite, Kore kara mo)
2. 無限のdeja vu から～Peaceful Session ～ (Mugen no deja vu kara ～Peaceful Session～)
3. 南東風～PEACEFUL SESSION ～ (Minamigochi ～PEACEFUL SESSION～)
4. すべて、愛だった-La vie d'une petite fille- (Subete, Ai datta -La vie d’une petite fille-)
5. 笑顔の多い日ばかりじゃない (Egao no Ooi Hi Bakari Janai)
6. 誰かの為に生きる (Dareka no Tame ni Ikiru)
7. 恋 (Koi)
8. LAYLA
9. Lock on you
10. LONE WOLF
11. すべて、愛だった-La vie d'une petite fille- (Acoustic Version) (Subete, Ai datta -La vie d’une petite fille- (Acoustic Version))

Disco 2
1. CHILDREN IN THE WAR Live From HIGHCOMMUNICATIONS
2. HOWEVER (inspired by HIGHCOMMUNICATIONS)
3. 無限のdeja vu (THE GREAT VACATION -extra- Live ver.) (Mugen no deja vu (THE GREAT VACATION -extra- Live ver.))
4. 彼女の"Modern…" (MEET & GREET VACATION Live ver.) (Kanojo no “Modern…” (MEET & GREET VACATION Live ver.))
5. Julia (THE GREAT VACATION in NISSAN STADIUM Live ver.)
6. LET ME BE (THE GREAT VACATION at makuhari messe Live ver.)
7. シキナ (ROCK AROUND THE WORLD Live ver.) (Shikina (ROCK AROUND THE WORLD Live ver.))
8. Precious (ROCK AROUND THE WORLD Live ver.)
9. 風にひとり (ROCK AROUND THE WORLD Live ver.) (Kaze ni Hitori (ROCK AROUND THE WORLD Live ver.))
10. BELOVED (ROCK AROUND THE WORLD Live ver.)

### Volumen 4
Disco 1
1. 棘 (Toge)
2. 僕達の勝敗 (Bokutachi no Shouhai)
3. ROSY
4. SORRY LOVE
5. STARLESS NIGHT
6. -VENUS
7. chronos
8. 春までは (Haru Made wa)
9. HIGHCOMMUNICATIONS (RE:MIX 2011 Ver.)
10. LET ME BE (RATW Ver.)
11. Satellite of love (Acoustic Ver.)
12. HEART SNOW ～心に降る雪～ (HEART SNOW ~Kokoro ni Furu Yuki~)

Disco 2
1. 野ばら (Nobara)
2. MOTHER NATURE'S SON (The Beatles cover)
3. WITH OR WITHOUT YOU (U2 cover)
4. SUFFRAGETTE CITY (David Bowie cover)
5. THE MEANING OF LIFE (The Offspring cover)
6. 冬のエトランジェ (THE GREAT VACATION -extra- Live ver.) (Fuyu no Étranger (THE GREAT VACATION -extra- Live ver.)) *(canción compuesta por Takuro para MISIA en 2004)
7. 彼女の "Modern･･･" (再録）(Kanojo no “Modern･･･” (Nueva Versión))
8. 生きてく強さ (再録) (Ikiteku Tsuyosa (Nueva Versión))
9. Don't Look Back In Anger (Oasis cover)